# Hannelore Horn
Hannelore Horn (* 19. November 1929 in Wulkau; † 18. Oktober 2023 in Berlin) war eine deutsche Politikwissenschaftlerin und Hochschullehrerin am Otto-Suhr-Institut der Freien Universität Berlin.

## Leben
Hannelore Horn studierte an der Deutschen Hochschule für Politik und am Osteuropa-Institut. Anschließend war sie wissenschaftliche Mitarbeiterin am Otto-Suhr-Institut der FU Berlin. Bis zu ihrer Pensionierung im Jahr 1993 vertrat sie als Professorin am Institut für Internationale Politik und Regionalstudien die Fachgebiete Internationale Politik und Vergleichende Lehre. Zu ihren Forschungsschwerpunkten gehörte die Geschichte der Sowjetunion und die Entwicklung Russlands.
Sie starb im Alter von 93 Jahren in Berlin. Ihr Grab befindet sich auf dem Friedhof Dahlem.

## Veröffentlichungen (Auswahl)
- mit Alexander Schwan und Thomas Weingartner: Sozialismus in Theorie und Praxis. Festschrift für Richard Löwenthal zum 70. Geburtstag am 15. April 1978 (Hrsg.), de Gruyter, Berlin, New York 1978, ISBN 978-3-11-007221-1, Nachdruck 2019.
- mit Siegfried Mampel: Die deutsche Frage aus der heutigen Sicht des Auslandes (Hrsg.), in: Schriftenreihe der Gesellschaft für Deutschlandforschung, Band 19, Duncker und Humblot, Berlin 1987, ISBN 978-3-428-06202-7.
- Der unvollkommene Block. Die Sowjetunion und Ost-Mitteleuropa zwischen Loyalität und Widerspruch (Hrsg.), in: Berliner Schriften zur Politik und Gesellschaft im Sozialismus und Kommunismus, Band 1, Verlag Peter Lang, Frankfurt am Main etc. 1988, ISBN 978-3-8204-1523-0.
- Berlin als Faktor nationaler und internationaler Politik (Hrsg.), in: Wissenschaft und Stadt, Band 7, Colloquium-Verlag, Berlin 1988, ISBN 978-3-7678-0726-6.